# Locomotiva FS E.428
Le locomotive del gruppo E.428 FS sono un gruppo di locomotive elettriche, prodotte per le Ferrovie dello Stato negli anni trenta del XX secolo, per il servizio passeggeri rapido.
Sono state le macchine di punta della flotta commerciale per oltre 25 anni fino all'avvento delle prime articolate.

## Storia

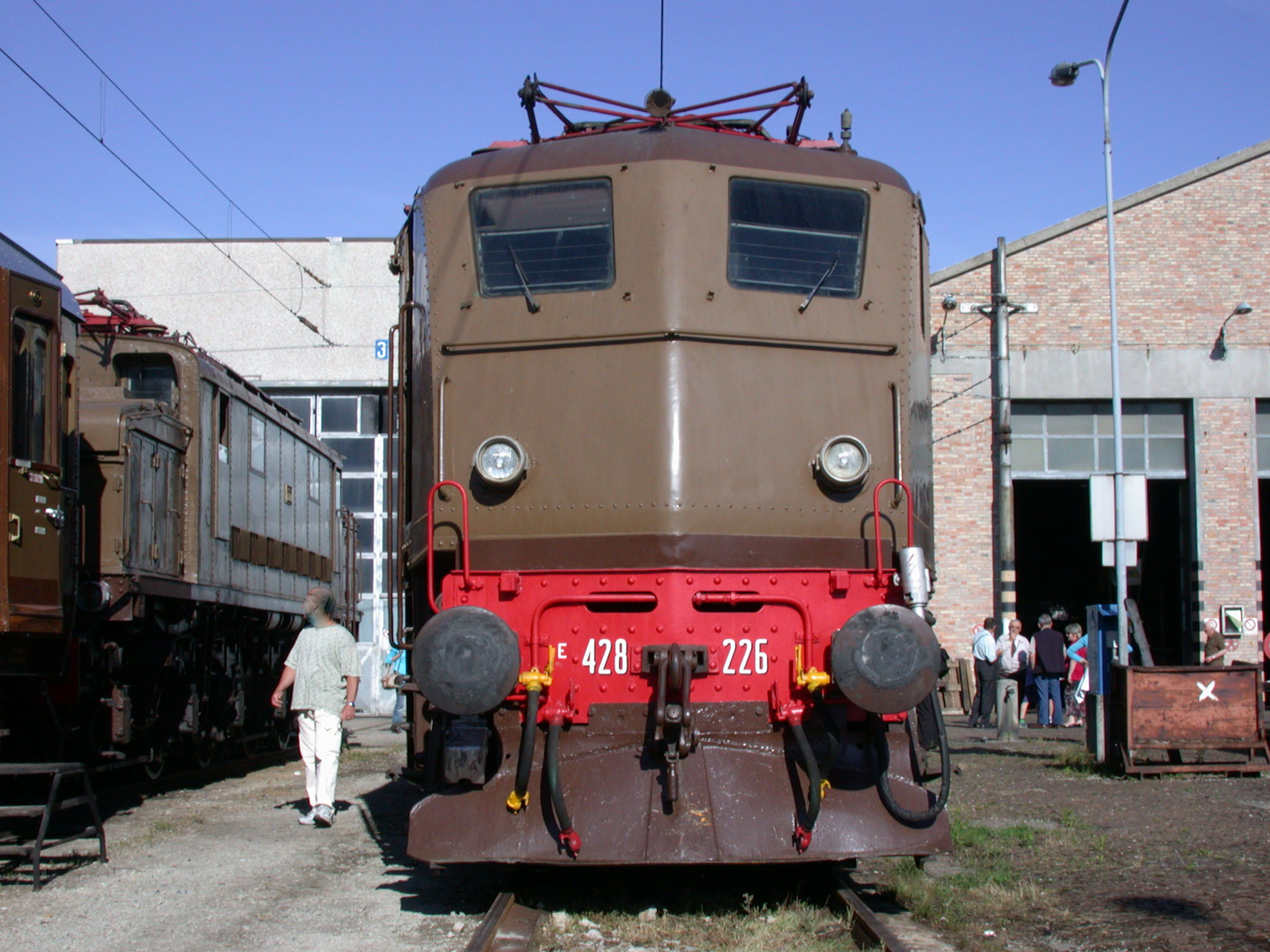
Frontale dell'E.428.226, esemplare di quarta serie preservato, qui in esposizione a Rimini

L'avvento al potere del Partito Nazionale Fascista segnò l'inizio di un periodo di picco per il mondo ferroviario italiano. L'immissione in servizio delle nuove automotrici termiche, le Littorine, e gli investimenti sulle infrastrutture ampliarono sensibilmente il bacino di utenza delle ferrovie. Si intrapresero grandi progetti di espansione, come il completamento con rivisitazione del progetto originario della stazione di Milano Centrale, l'istituzione dei treni popolari, l'immissione in servizio degli ETR.200, e tra questi interventi vi fu anche l'elettrificazione della direttrice Roma-Milano, la tratta ferroviaria più importante d'Italia.
Il fascismo vedeva ovviamente negli interventi sulle ferrovie un metodo per rafforzare le comunicazioni e i trasporti nazionali, ma riteneva anche fossero un efficiente metodo per incrementare la potenza industriale italiana e soprattutto, alla luce della grande visibilità dei progressi nel campo ferroviario, un efficiente metodo di propaganda e di miglioramento dell'immagine nel panorama internazionale.
Costanzo Ciano, Ministro delle comunicazioni, Edoardo Torre, commissario straordinario per le FS, nonché Benito Mussolini stesso, erano ben consci degli effetti derivanti dagli sviluppi nelle ferrovie, e per tutta la durata del Ventennio gli investimenti nel settore non mancarono, né mancarono i risultati.
In questo scenario storico, con l'apertura della prima tranche della tratta elettrificata tra Bologna e Firenze, vennero commissionate delle locomotive dalle prestazioni eccezionali, in grado di trasportare i treni lunghi e pesanti composti dalle nuove carrozze a cassa metallica, fino a velocità superiori alla media per lunghe percorrenze. L'incarico venne accettato dal team di progettazione dell'ingegner Bianchi del Servizio Materiale e Trazione delle FS.
Le E.428 erano per l'epoca impressionanti per la combinazione di fattori che le caratterizzava: di grandi dimensioni, pesanti, molto potenti e velocissime, erano mezzi costruiti per sfidare qualsiasi concorrente. Basti pensare che sopravanzavano di oltre quattro metri le E.626 allora già in servizio, e che pesavano da dieci a venti tonnellate in più, per via dei due motori "extra"; per questo diventarono prontamente uno dei punti di vanto della tecnica nazionale. Inoltre, la prima richiesta era per una velocità massima di ben 150 km/h, poi portata a "soli" 130.
Avrebbero dovuto essere affiancate da "sorelline" più leggere e veloci, le E.326, ma queste ultime non si dimostrarono all'altezza e di fatto furono limitate a velocità inferiori. Alle due serie, si affiancava anche il già citato gruppo E.626, concepito nell'ambito del medesimo programma di rinnovamento e specifico per un uso misto-multiruolo, e già messo in servizio pochi anni prima a partire dal 1928. Un quarto tipo, per treni leggeri, non venne prodotto ma fu ispirazione per la successiva generazione di veicoli, mentre il quinto gruppo (da manovra) non arrivò alla fine della fase progettuale.
L'E.428 è solo il terzo gruppo a corrente continua progettato in Italia, e come tale conservava ancora il retaggio delle tecniche e delle soluzioni tipiche delle locomotive trifase, se non addirittura delle vaporiere: le ruote centrali alte e l'utilizzo di carrelli più piccoli per smaltire meglio il peso in eccesso sono state usate per l'ultima volta su questo gruppo, prima di entrare a far parte del passato della tecnologia ferroviaria.
Il primo studio di massima del 1928 prevedeva per le E.428 la presenza di due avancorpi molto pronunciati alle estremità e il rodiggio 2'Do2' (ossia di un telaio con 4 sale motorizzate e due carrelli portanti a 2 assi).
Il progetto definitivo, elaborato nel 1932, vide invece la riduzione degli avancorpi e l'allungamento della cassa, nonché la modifica del rodiggio, suggerita molto probabilmente dall'osservazione del comportamento dei prototipi delle E.326, il cui passo rigido di 5 m causava notevoli inconvenienti al binario, specialmente quando impegnavano in deviata scambi con stretti raggi di curvatura. Fu dunque deciso di adottare il rodiggio (2'Bo)(Bo2'), dividendo il telaio in due semi-carri collegati fra loro da uno snodo centrale, allo scopo di ridurre il passo rigido a soli 2350 mm contro i 7700 mm inizialmente previsti per la versione a telaio unico.

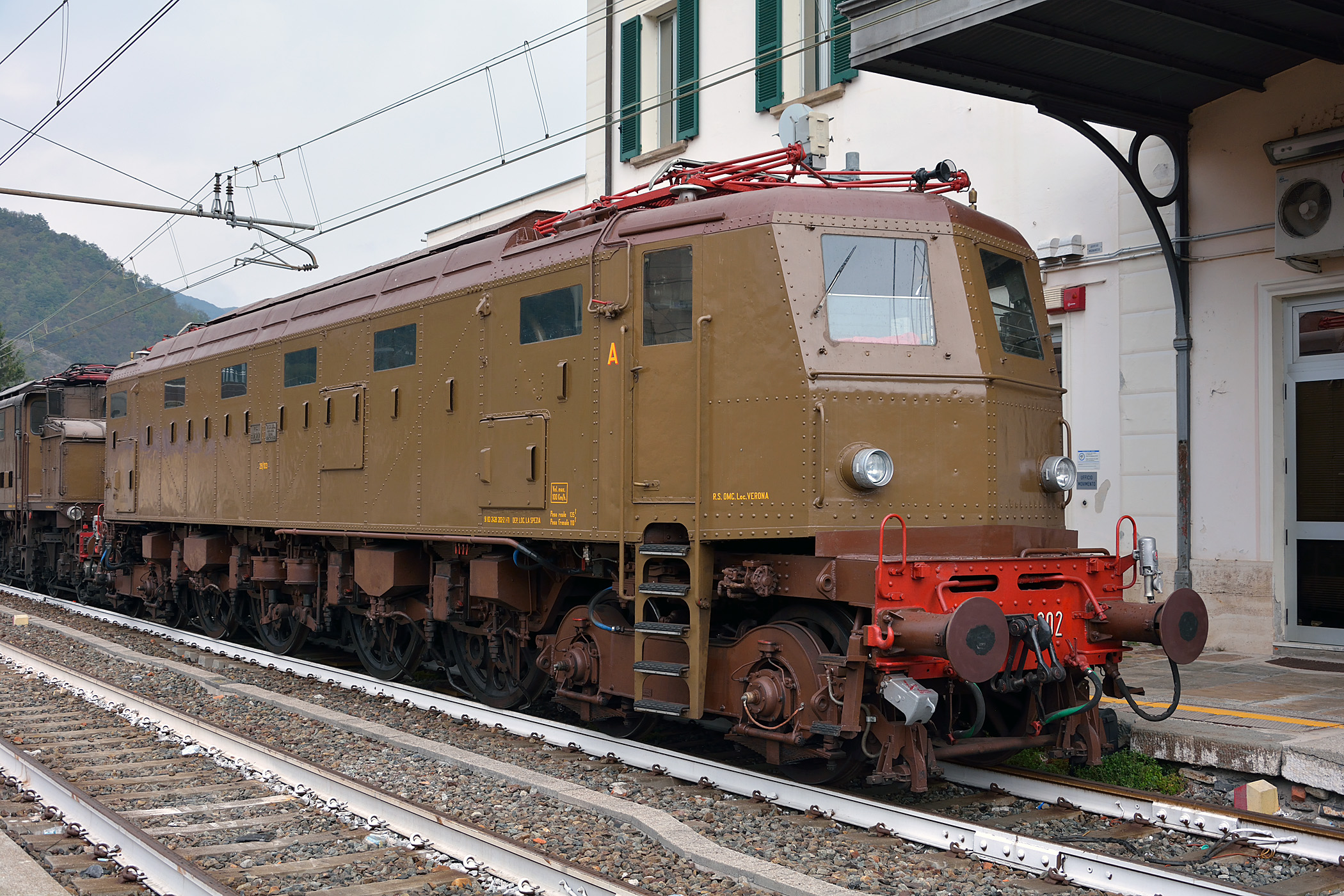
La E.428.202, appartenente alla terza serie «semiaerodinamica»

La prima E.428, n. 001, venne consegnata nel maggio 1934: la costruzione della prima serie continuò fino al 1937, per un totale di 96 esemplari. I primi test dimostrarono alcuni problemi di stabilità e agli impianti frenanti, per cui vennero richieste modifiche da applicare su una estensione della prima serie: questo ordine aggiuntivo venne assegnato il 29 gennaio 1937 ad Ansaldo e Reggiane-Marelli, che avevano già partecipato con Breda alla prima commessa, e il lotto venne consegnato nel 1938.
Il secondo ordine era caratterizzato da modifiche alla parte elettrica, con l'aggiunta di uno step in più sulle regolazioni degli shunt, e dall'inserimento di ampie prese d'aria laterali presenti solo in alcune unità Breda della prima serie (E.428.045-069). La trasmissione venne accorciata a 29/103, cosa che aggiunse quattro tonnellate di peso in più.
Sebbene le FS avessero inquadrato questo ordine addizionale comunque come prima serie, per comodità di distinzione si è soliti definirlo come seconda serie; pertanto si parla comunemente di "quattro serie" di locomotive E428, anche se nei testi ufficiali la distinzione è solo in "tre serie". Nessuno dei due modi di classificare è sbagliato, ai fini della descrizione della locomotiva.
Le prime venti unità di questo ordine vennero consegnate in color castano-grigio pietra con panconi rossi, respingenti castano e placche di marcatura in bronzo con sfondo castano (non in linea con le successive norme relative alle targhe). Gli avancorpi erano decorati con un fascio littorio in bronzo. Già l'anno dopo, nel 1935, il color grigio venne sostituito dal color isabella, e le prime unità vennero ridipinte alla prima manutenzione, mentre tutte le successive furono consegnate già con lo schema definitivo.
Le unità del primo ordine ottennero una marcatura particolare, al di fuori degli standard. A partire dal 1938 vennero aggiunti di fianco al numero sul pancone delle stelle bianche. Le unità marcate con una stella erano quelle limitate a 105 km/h, mentre quelle a due stelle potevano raggiungere i 120 km/h. Le unità "ad una stella" ebbero una limitazione di velocità dal 1939 in quanto non dotate di smorzatori idraulici per le vibrazioni ad alta velocità. Nel 1940 tutto il gruppo fu dotato di smorzatori, per cui si persero le "stellette".
Durante la costruzione del secondo gruppo, l'Ingegner Bianchi venne rimosso dal servizio e sostituito dall'ingegner Cesare Carli. Nello staff di Carli spiccava il nome di Alfredo D'Arbela, il secondo (dopo Bianchi) grande progettista italiano di motrici elettriche che avrebbe realizzato la "seconda generazione" di motrici, quelle del dopoguerra.
Il 14 dicembre 1937 venne elevato l'ordine per il terzo gruppo di E.428 (terza serie): con l'allontanamento di Bianchi vennero abbandonati alcuni dei concetti tipici della sua progettazione, come gli avancorpi frontali, in questa serie sostituiti da cabine avanzate per favorire la visibilità. Questa serie venne dotata di rapporto standard 29/103. L'ordine venne espletato da Breda, TIBB, Reggiane, Marelli e Ansaldo, che consegnarono gli 81 veicoli nel 1939 e 1940.

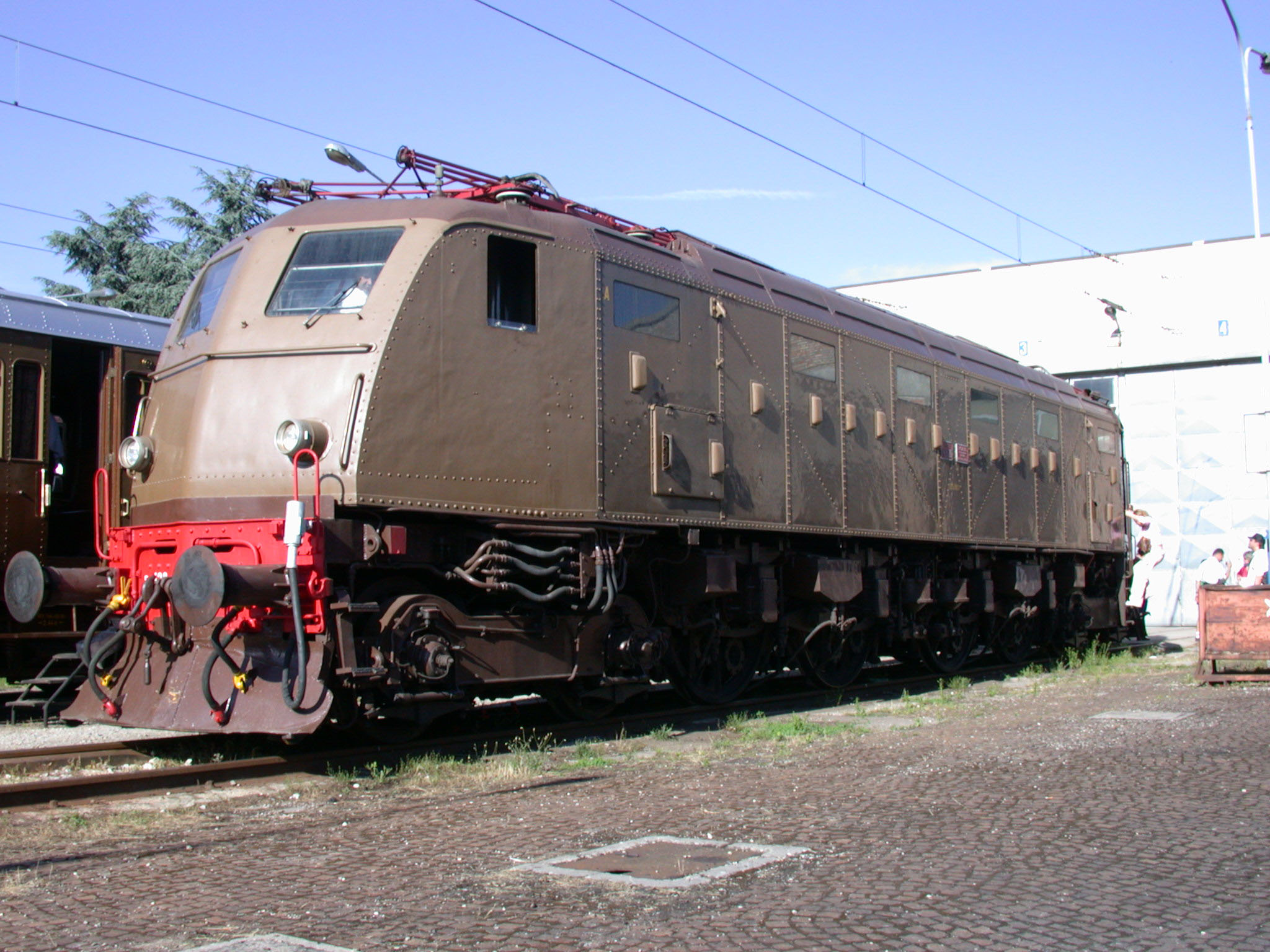
La E.428.226 Pirata a Rimini nel 2004. Il finestrino laterale non è quello standard del gruppo.

Il quarto ordine (quarta serie) venne emesso il 5 aprile 1939, 80 unità per servizi veloci.
TIBB e Ansaldo cominciarono a consegnare i mezzi l'anno successivo, e proseguirono fino al 1943 quando il volgere della Seconda guerra mondiale rese insostenibile la commessa che venne fermata dopo 39 esemplari.
La quarta serie è quella dal famoso musetto aerodinamico ed era caratterizzata da un miglioramento della trasmissione e da una serie di dispositivi tesi a migliorare i punti critici emersi in fatto di aderenza e freni.
Il musetto venne studiato da D'Arbela e dal suo gruppo di progettisti, facendo uso di un'installazione per test fluidodinamici preparata a Guidonia. Inizialmente si valutarono i limiti dei mezzi esistenti tramite modellini in scala 1:20, per poi arrivare a sperimentare le nuove soluzioni in scala 1:1 su mezzi reali dotati di applicazioni posticce.
La quarta serie fu suddivisa tra TIBB e Ansaldo: mentre TIBB realizzò i mezzi standard, Ansaldo produsse una versione modificata in 18 esemplari dotata di trasmissione lunga e dalle prestazioni più elevate (fino a 150 km/h teorici).
Le E.428 annoverarono numerose unità danneggiate durante la guerra, ma tutte tranne due vennero poi riparate, se non ricostruite. Le unità perse furono la E.428.090 (radiata nel 1944) e la E.428.242 (radiata nel 1946).
Altre unità (035, 091, 108 e 139) sono state accantonate con intento di demolirle, ma sono state in seguito riparate e rimesse in servizio tra il 1947 ed il 1951. Le riparazioni resero difficile identificare il tipo di trasmissione installata, non sempre standard, tanto che nel 1947 tutti i gruppi vennero riportati alla condizione originaria. Tuttavia, questo stato durò poco dato che le riparazioni e le revisioni di servizio spesso sostituirono le trasmissioni con altre equivalenti ma non identiche.
Nel 1946 le Ferrovie dello Stato ordinarono la rimozione dei fasci littori bronzei sui frontali delle unità sopravvissute.
Nel 1954, le FS assegnarono una E.428 di terza serie al traino del treno che trasportò a Roma la salma di Alcide De Gasperi, per le esequie di Stato. La sua presenza è evidente dalle riprese video dell'epoca, dedicate all'evento.
Nel 1966 il gruppo con rapporto di trasmissione 34/98 (dalla E.428.225 alla E.428.242) venne modificato con rapporto trasmissione tipo 29/103; poiché il 34/98 era ritenuto troppo limitativo nelle prestazioni, considerato il progressivo aumento delle composizioni dei treni.
Negli anni ottanta si tentò di convertire alcune delle E.428 in condizioni migliori in motrici per treni reversibili, cambiandone lo schema colore per uniformarlo con quello dei servizi navetta: per questo le unità modificate avrebbero dovuto ottenere il telaio nero, l'imperiale grigio antracite, la cassa marrone chiaro e le fasce laterali arancio-viola, con logo FS grigio sul frontale. I finestrini laterali avrebbero dovuto essere modificati, allargandoli e rendendoli rettangolari per semplificare la fuga dei macchinisti in caso di incidente.
L'unità 226 venne riadattata e avrebbe dovuto ricevere ufficialmente il nome di Pirata accompagnato da un piccolo logo con la caricatura di un pirata, in linea con la tendenza di attribuire soprannomi ai gruppi più rappresentativi.
Di fatto la numero 226 venne ridipinta, ma il nome non venne mai ufficializzato: sopravvive oggi solo nella letteratura specialistica e nel ricordo degli appassionati. La macchina è stata riportata al colore originario nel 1997 ed è stata destinata ad essere preservata come rotabile storico nonostante il finestrino modificato.

## Tecnica

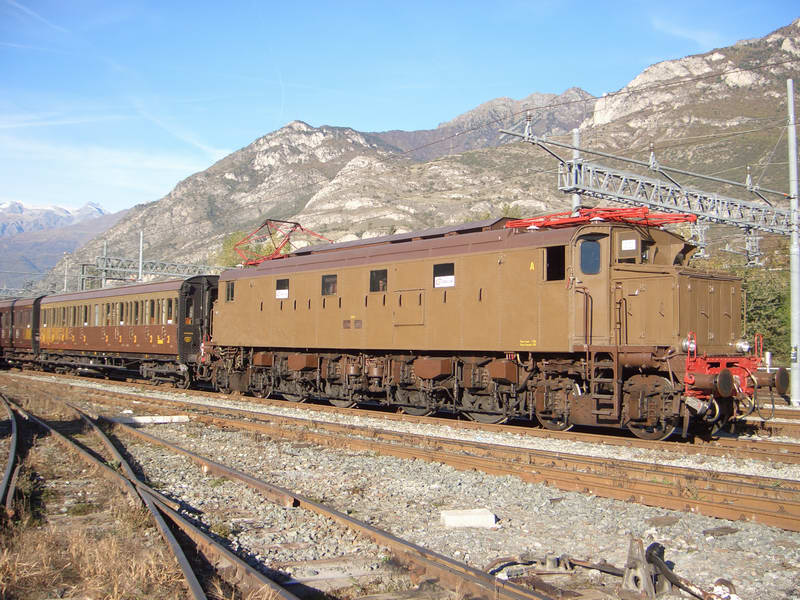
La E.428.058 sul piazzale di Bussoleno

La tendenza costruttiva dell'epoca era ancora quella dettata dalle E.626, ed evoluzione della linea detta coccodrillo tipica delle motrici trifase, da noi nota anche come Linea Bianchi: una struttura composta da tre corpi, uno centrale per la cabina e due estremi più piccoli con i cofani contenenti le apparecchiature.
Il rodiggio era costituito da quattro carrelli: due estremi, non motorizzati e dotati di due coppie di ruote di piccole dimensioni, e due centrali, dalle ruote molto grandi e contenenti ognuno due assi motori. Gli assi motori erano spinti da un totale di otto motori da 350 kW ciascuno, cablati in serie.
La scelta di suddividere gli assi motori sul corpo centrale in due carrelli permise di ridurre il passo rigido del mezzo, e di migliorare le prestazioni di iscrizione in curva consentendo velocità maggiori, un'usura minore della rotaia e più stabilità.
La prima serie venne costruita secondo questo schema strutturale, che però mise in luce difetti già riscontrati sui mezzi simili del passato: scarsa visibilità frontale e pessime prestazioni aerodinamiche. Per questo dalla seconda serie la cabina fu avanzata, in modo da eliminare il problema dell'occlusione visiva dato dai corpi estremi, eliminati.
Venne prodotta anche una terza serie con cabine aerodinamiche, che pur essendo la più piccola numericamente è quella che ebbe il maggior successo e che è forse quella che oggi viene ricordata come tipica dell'intero gruppo. Le cabine in questo caso vennero racchiuse in un musetto leggermente bombato, con una nervatura centrale, due ampi vetri romboidali e due piccoli fari tondi aggettanti sul fronte. La perfetta congiunzione col corpo centrale (mantenuto dalle vecchie versioni) regalò a queste macchine, altrimenti tozze e sgraziate, una linea aggressiva e filante.
Il coefficiente di resistenza aerodinamica grazie ai musetti scese da 0,55 a 0,47, con un incremento delle prestazioni del 15%.
L'uso di carrelli non motori permise di ridurre il peso per asse, altrimenti troppo elevato vista la massa imponente del veicolo: questa soluzione garantì alle E.428 l'autorizzazione a circolare anche sulle linee ad armamento leggero, che altrimenti sarebbero state danneggiate da un mezzo così pesante. Il peso/asse finale risultò essere di una tonnellata inferiore rispetto alle "sorelline" E.326, per un valore di sole 19 tonnellate.
Sfortunatamente queste macchine soffrivano di una spiccata tendenza a far slittare le ruote all'avvio, derivante dal rodiggio centrale di vecchia concezione e dall'alta potenza non perfettamente controllata. Inoltre, il primo gruppo era caratterizzato dall'inadeguatezza dell'impianto frenante, poi modificato dalla seconda serie
Le E.428 vennero prodotte con tre diversi rapporti di trasmissione:
- 29/103 (che avrebbe dovuto essere 28/104), rapporto corto per l'utilizzo su linee acclivi, in grado di trainare 700 tonnellate a 95 km/h su linee al 12‰. Usato sul secondo ordine di prima serie, e sulla seconda serie
- 31/101, rapporto per linee miste-pianeggianti, che permetteva velocità maggiori su tratte favorevoli a scapito del traino in salita: sul 12‰ la prestazione era di 540 tonnellate a 80 km/h. Usato sul primo ordine di prima serie, e su parte della terza serie
- 34/98, rapporto lungo per i test ad alta velocità, poi usato su alcune unità di linea, in grado di trainare 270 tonnellate a 130 km/h e più, ma con un calo drastico delle prestazioni sulle linee acclivi (sempre sul 12‰ non raggiungeva le 300 tonnellate a 100 km/h). Usato sulle unità n.225-242.

Le varie unità, attrezzate con rapporti di trasmissione differenti, vennero consegnate a seconda delle necessità delle linee da servire.
Quanto ai lotti di produzione, le E.428 possono essere distinte in 4 serie:
- prima serie, con "avancorpi": E.428 costruite dal 1934 al 1937, massa complessiva 131 tonnellate, massa aderente (ruote motrici) 76 tonnellate; dalla E.428-001 alla E.428-096.
- seconda serie, con "avancorpi": E.428 costruite dal 1937 al 1938, massa complessiva 135 tonnellate, massa aderente (ruote motrici) 78 tonnellate, impianto frenante migliorato; dalla E.428-097 alla E.428-122. Di fatto si trattava di un secondo lotto della prima serie, con alcune modifiche minori
- terza serie, "semi-aerodinamica": E.428 costruite dal 1938 al 1940, massa complessiva 135 tonnellate, massa aderente (ruote motrici) 78 tonnellate; dalla E.428-123 alla E.428-203. Molte di queste unità sperimentarono l'impiego dei primi Interruttori Extrarapidi CGE o Brown Boveri, per la protezione del circuito AT. Inoltre, alcune di queste unità vennero dotate, negli anni sessanta, dei nuovi carrelli portanti AP-1110 e trasmissione a tamponi di gomma "Silent Block", per migliorare l'affidabilità meccanica sopra i 100 km/h.
- quarta serie, "aerodinamica": E.428 costruite dal 1940 al 1943, massa complessiva 135 tonnellate, massa aderente (ruote motrici) 78 tonnellate; dalla E.428-204 alla E.428-242. Furono le prime unità attrezzate, fin dalla fabbrica, con un dispositivo antislittante a pressione, che aumentava la massa sugli assi motori in fase di avviamento del treno. Modifica poi estesa a tutte le altre E.428 dal 1947. Inoltre, alcune di queste unità vennero dotate, negli anni sessanta, dei nuovi carrelli portanti AP-1110 e trasmissione a tamponi di gomma "silent block", per migliorare l'affidabilità meccanica sopra i 100 km/h.

### Il problema degli slittamenti
Dalla loro nascita sino al termine della carriera operativa, le E.428 furono sempre tormentate dal problema degli slittamenti. La locomotiva, di qualsiasi serie, slittava con notevole facilità, sia in avviamento che in corsa. La tendenza allo slittamento era più accentuata nelle versioni con rapporto di trasmissione 31/101 e 34/98; ma le versioni con rapporto di trasmissione 29/103 erano solo leggermente più affidabili. Le E.428 tendevano a slittare persino quando pressavano i respingenti del materiale rotabile per effettuare gli agganci o sganci.
Il problema fondamentale risiedeva nella scelta progettuale delle ruote motrici a grande diametro, la cui trazione era regolata in modo non sufficientemente graduale. All'epoca, la preoccupazione per possibili surriscaldamenti del reostato ne suggeriva un'esclusione abbastanza rapida, con pochi livelli di esclusione; difatti, per le E.428 furono previsti appena 11 livelli di esclusione del reostato nella combinazione Serie, anche per esaltare l'accelerazione della macchina, dato il previsto impiego con treni rapidi. Ciò comportava, inevitabilmente, brusche variazioni di corrente ai motori e non furono previsti dispositivi di anticabraggio tramite shunt (che caratterizzeranno, successivamente, le E.645 e le E.444). La prima serie era anche afflitta dal problema che, disponendo di un solo gradino di indebolimento campo, le transizioni dirette da Serie a Serie-Parallelo e da Serie-Parallelo a Parallelo risultavano pure troppo brusche. Poiché il fenomeno dello slittamento è favorito dalle brusche variazioni di coppia motrice, la combinazione di tutti questi fattori comportava frequenti perdite di aderenza alle ruote.
Per risolvere in parte il problema degli slittamenti, per decenni le officine FS sperimentarono nelle E.428 varie modifiche alle sabbiere delle locomotive. Si giunse infine ad avere un tubo lanciasabbia per ciascuna ruota motrice delle E.428, per ciascun senso di marcia (16 tubi lanciasabbia complessivi); e con inclinazione molto pronunciata, per sparare la sabbia il più vicino possibile al punto di aderenza ruota-rotaia.
Una soluzione più radicale fu adottata, sin dall'origine, nelle E.428 di quarta serie con rapporto 34/98, dalla 225 alla 242: l'installazione di un complesso dispositivo meccanico per aumentare la massa aderente, azionabile dal macchinista nella combinazione di Serie, mediante la pressione di un pulsante. Questo dispositivo consisteva in cilindri con pistoni pneumautici (simili ai cilindri freno) agenti sulle sospensioni della locomotiva: quando venivano attivati, variavano la massa gravante sulle sospensioni, e di conseguenza aumentavano la massa gravante sulle ruote motrici di quasi una tonnellata. L'aumento di massa aderente comportava, automaticamente, condizioni più favorevoli alla trazione. Questo dispositivo fu progressivamente installato su tutte le E.428 dopo il 1947 ma non eliminò completamente il fenomeno degli slittamenti.

## La questione della velocità
La velocità massima ammissibile per le E.428 è sempre stata un problema, per gli ingegneri ferroviari, in primis l'ingegner Giuseppe Bianchi, il "padre" delle E.428. Il regime fascista aveva richiesto locomotive atte ai 150 km/h, per effettuare treni viaggiatori rapidi a materiale ordinario con velocità commerciale di almeno 100 km/h. Per conseguire tale velocità e con un decente sforzo di trazione allo spunto, considerando anche la bassa velocità di rotazione ammessa dai motori elettrici in corrente continua dell'epoca (1350 giri/min), fu necessario prevedere quattro ruote motrici di grande diametro, con otto motori di trazione. L'adozione di ruote motrici di grande diametro era anche, chiaramente, influenzata dall'esperienza di progettazione con le locomotive a vapore veloci e locomotive elettriche trifasi veloci, nonché dalle concezioni meccaniche dell'epoca: il grande diametro innalzava il baricentro della locomotiva; dote considerata essenziale per ottenere migliori qualità di marcia a velocità elevate. Tuttavia, a progetto realizzato, risultò chiaro che: date le masse in gioco, la tecnologia meccanica impiegata per le sospensioni e i carrelli, nonché le limitazioni imposte dall'armamento dell'epoca (che sulle linee principali era costituito da rotaie da 46 kg/m), la velocità di 150 km/h per le E.428 sarebbe stata improponibile nel normale esercizio quotidiano, poiché avrebbe provocato eccessive sollecitazioni all'armamento. Pertanto, sin dai primi esemplari di produzione, si procedette ad una prima cautelativa limitazione di velocità a 130 km/h, mediante l'adozione dei rapporti di trasmissione 29/103 e 31/101.

### Dalla nascita agli anni cinquanta
Nel maggio 1933 furono consegnati i primi esemplari di produzione, dalla ditta Breda di Sesto San Giovanni, e nell'estate iniziarono le prime prove in linea. I risultati dei collaudi mostrarono che la macchina tendeva a "serpeggiare" (gergo ferroviario con il quale si intendono gli sbandamenti laterali in velocità) vistosamente sopra i 110 km/h.. Fino a metà anni trenta questo problema, in esercizio, fu temporaneamente risolto dal semplice fatto che neppure le migliori carrozze viaggiatori italiane dell'epoca, a materiale ordinario, erano atte a velocità superiori ai 120 km/h; e comunque i treni viaggiatori rapidi avevano una velocità d'orario impostata sui 100 km/h: molto spesso, difatti, in composizione ai treni rapidi e direttissimi viaggiavano carrozze atte solo ai 100 km/h (pochi treni "di prestigio" vantavano intere composizioni da 120 km/h). Nel febbraio 1936, tuttavia, prefigurando la futura entrata in servizio di carrozze viaggiatori da 140 km/h, le FS decisero di prendere in seria considerazione il problema del serpeggio, limitando d'ufficio le E.428 a 105 km/h; quantomeno finché sostanziali modifiche meccaniche, quali ad esempio l'adozione di smorzatori idraulici tra i semicarri, non avessero consentito di ottenere un buon livello di stabilità di marcia della locomotiva sopra i 110 km/h. Questo provvedimento, però, non fu accettato di buon grado dal regime fascista che, considerando anche il fallimento delle E.326 come locomotive elettriche veloci (limitate permanentemente, nello stesso anno, a soli 90 km/h), alla fine dell'anno licenziò l'ingegner Bianchi.
Nell'agosto 1938, l'applicazione degli smorzatori idraulici (curata dall'ingegner Alfredo D'Arbela, succeduto nel 1937 all'ingegner Bianchi alla guida dell'Ufficio Tecnico Materiale Rotabile e Trazione delle FS) era ormai completata su quasi tutte le E.428; e per gli esemplari modificati decadde la limitazione di velocità a 105 km/h. Ma furono comunque previste delle limitazioni cautelative: una Revisione di Turno ogni 100 000 km di percorrenza; e quando la locomotiva era "scaduta di revisione" doveva considerarsi limitata a 100 km/h fino a revisione avvenuta. Questo perché sussistevano preoccupazioni riguardo al logorio delle foglie della trasmissione. Inoltre, la limitazione a 100 km/h scattava in altri tre casi: guasto agli smorzatori idraulici, usura dei bordini delle ruote, e sospetta usura delle boccole ad olio dei carrelli portanti anteriori. Queste ultime, in particolare, erano soggette a stress meccanico per le velocità sopra i 100 km/h, data l'imponente mole della locomotiva che "spingeva" sul carrello anteriore, specie durante le iscrizioni in curva ad alta velocità. A seconda se la E.428 era atta o meno a praticare determinate velocità, venivano disegnate dalle Officine una o due stelle bianche (105 km/h o 120 km/h) sul pancone. La velocità massima di 130 km/h rimaneva pertanto teorica, anche a causa del Regolamento Ferroviario dell'epoca: fino alla metà degli anni cinquanta, difatti, il Regolamento FS non ammise velocità superiori ai 120 km/h rango A, per i treni composti di materiale ordinario trainati da locomotive elettriche. Pertanto, fino alla metà degli anni cinquanta, tutte le E.428 effettuarono servizi rapidi, direttissimi e diretti correndo al massimo a 120 km/h; anche quando si presentavano intere composizioni di nuove carrozze da 140 km/h.
Dopo la metà degli anni cinquanta, finalmente, il Regolamento FS venne modificato ammettendo velocità massime nell'ordine dei 140 km/h Rango A per i treni composti di Materiale Ordinario trainato da E.428, complice il nuovo armamento da 60 kg/m sulle linee principali; quindi le E.428 ebbero per la prima volta la possibilità pratica di superare i 120 km/h nel regolare esercizio quotidiano. Tuttavia, questa possibilità venne riservata solo alle più "giovani" E.428 di Terza e Quarta Serie, all'epoca impegnate a fondo con i treni "di prestigio", Rapidi e Direttissimi. Per il resto, le FS avevano già deciso di impedire alle E.428 più "anziane" di correre oltre i 120 km/h: nonostante le modifiche Regolamentari, le E.428 di Prima e Seconda Serie videro confermata la limitazione di velocità a 120 km/h e non ebbero praticamente mai occasione di toccare i 130 km/h per tutta la loro carriera. Tra l'altro, le E.428 più anziane (Prima e Seconda Serie con "avancorpi") vennero ben presto assegnate ai treni Diretti e Locali. Questi treni, negli anni cinquanta, erano composti da Materiale Ordinario di scarsa qualità (ad esempio, Carrozze "Centoporte" e "Corbellini", o addirittura carri merci in composizione) e con orario impostato a 90 km/h o meno; ruoli che non consentivano affatto di esaltare le doti velocistiche delle E428.

### La "seconda giovinezza"
Dalla fine degli anni cinquanta, le carrozze viaggiatori da 140 km/h erano ormai già abbastanza diffuse fra i treni percorrenti le linee principali; e le 428 della Terza e Quarta Serie continuavano a correre veloci, ora toccando abitualmente i 130 km/h nei tratti di linea più favorevoli. A tali velocità, comunque, gli Ingegneri FS avevano ragione di temere un'eccessiva usura della sospensione a foglie, dei bordini delle ruote, e delle boccole ad olio dei carrelli anteriori: il tutto comportava ingenti spese di manutenzione, specie in considerazione del fatto che i treni erano sempre più pesanti e veloci; quindi le parti meccaniche di vecchia concezione della E.428 erano sempre più sotto stress.
Allora, le FS presero in considerazione il miglioramento meccanico delle E.428 delle serie più moderne (Semi-Aerodinamiche e Aerodinamiche) per le quali si prevedeva ancora il servizio viaggiatori veloce: l'intenzione era di sfruttare regolarmente la velocità massima di 130 km/h, in Rango A, almeno sulle trafficate linee principali.
Poiché le tre maggiori cause delle frequenti limitazioni a 100 km/h, che scattavano occasionalmente, erano l'usura dei bordini delle ruote, l'usura delle boccole dei carrelli portanti anteriori, nonché l'usura delle foglie di trasmissione, le FS tentarono due interventi:
- Fu realizzato un nuovo tipo di carrello portante per le E.428, lo AP-1110 in lamiera saldata (anziché chiodata) e con boccole a rulli anziché ad olio.
- Fu estesa la modifica sperimentale già effettuata nel 1955 sulla E.428-220, dotata di una nuova trasmissione a tamponi di gomma (Silent Block) in luogo della trasmissione a foglie.

Queste operazioni di "modernizzazione" avevano lo scopo di innalzare il livello di affidabilità meccanica delle E.428 di Terza e Quarta Serie e di diminuire i costi di manutenzione. Ma la modifica venne portata avanti con poca convinzione, dato che le FS erano ormai impegnate nello sviluppo delle E.646, locomotive molto più moderne e potenti della ormai anziana E.428. Quindi soltanto alcune E.428 della Terza Serie e alcune della Quarta Serie vennero modificate con i Carrelli AP-1110 (tra cui la E.428-226 della foto) e trasmissione Silent Block.
Difatti, nel 1958 iniziarono ad entrare in servizio le prime nuovissime E.646, locomotive dalle eccellenti prestazioni complessive (per l'epoca), che insidiarono subito il primato di locomotive "ammiraglie" delle FS alle E.428 di Terza e Quarta Serie. Ma queste, nonostante la perdita del primato, riuscirono a mantenere ancora per anni il loro ruolo sui treni "di prestigio" Rapidi e Direttissimi: in attesa di essere sostituite, con la progressiva entrata in servizio delle nuove E.646, il lungo "cambio della guardia" fu completato solo nel 1968. Ma la graduale perdita dei servizi "di prestigio" non significò automaticamente la condanna a trainare i lenti treni viaggiatori Locali e gli ancor più lenti treni merci. In particolare, le veloci E.428 di Terza e Quarta Serie conobbero il loro ultimo momento di gloria con i treni viaggiatori Diretti, i treni viaggiatori periodici (soprattutto "letti e cuccette") e i treni viaggiatori internazionali.
In definitiva, fu solo in questo breve periodo (meno di 15 anni), circoscritto tra la seconda metà degli anni cinquanta e la fine degli anni sessanta, che le E.428 Semi-Aerodinamiche (Terza Serie) ed Aerodinamiche (Quarta Serie), sia "modernizzate" che non, ebbero la loro unica occasione pratica di toccare i 130 km/h nel regolare esercizio. Tuttavia, rimasero sempre "nell'aria" molte perplessità, da parte degli Ingegneri FS, riguardo alle sollecitazioni all'armamento provocate dall'imponente rodiggio della E.428, e riguardo ai costi di manutenzione della sofisticata parte meccanica. Finché, alla fine degli anni sessanta iniziò a farsi strada l'idea che ormai le E.428 avevano "fatto il loro tempo"; che ormai esistevano le E.646, e che le ancor più nuove E.444 stavano già entrando in servizio… quindi, tutte le E.428 ormai potevano essere relegate ai servizi secondari.
Il pellegrinaggio da Roma a Loreto ed Assisi, di S.S. Papa Giovanni XXIII, effettuato il 4 ottobre 1962 in treno, appositamente allestito, fu trainato, sia all'andata che al ritorno da due E.428 3ª serie, tirate a lucido, in Doppia Trazione (per ragioni di garanzia del servizio). Era dal 1857 che un Papa non effettuava un'uscita che lo portasse lontano da Roma (a parte gli spostamenti per raggiungere la residenza estiva di Castel Gandolfo, spesso frequentata già da Pio XI e Pio XII), e ciò avvenne con un treno che partì dalla stazione di S. Pietro proprio trainato da ben due E.428, come ben documentato dalle riprese televisive Rai.

### Il declino
Nel 1970, le FS decisero di iniziare a confinare progressivamente le E.428 ai treni merci, a mano a mano che i treni viaggiatori avessero ricevuto materiale rotabile sempre migliore.
La velocità massima di molte E.428, a partire dalle più anziane, venne limitata d'ufficio a 100 km/h principalmente per risparmiare sulla costosa manutenzione della parte meccanica, ma anche per contenere le sollecitazioni all'armamento delle linee, dati i modesti servizi cui la E.428 era ormai destinata. Detto in altri termini: l'impiego della E.428 sopra i 100 km/h non risultava più conveniente, considerati i servizi che avrebbe dovuto svolgere (treni merci), i costi di manutenzione della locomotiva e l'entità delle sollecitazioni provocate all'armamento. L'intenzione era di far durare le E.428 il più a lungo possibile, risparmiando sulla manutenzione grazie alla limitazione di velocità; quindi radiare progressivamente gli esemplari a mano a mano che si presentassero grosse riparazioni da eseguire.
Fu prevista un'unica deroga, per le E.428 modificate con Carrelli AP-1110, che vennero temporaneamente ammesse a circolare a 115 km/h. Questa deroga venne ritirata nel 1972, quando tutto il Gruppo E.428 fu limitato definitivamente a 100 km/h.
Tuttavia, il definitivo allontanamento delle E.428 dal servizio viaggiatori si verificò ben più tardi del previsto: molti treni Locali e alcuni Diretti vennero effettuati con E.428 "limitate", al traino di vecchie carrozze fatiscenti, almeno fino alla metà degli anni ottanta; le ultime E.428 prestarono servizio con i treni merci fino al 1989. Nel frattempo non mancarono, né furono pochi, i casi di occasionale re-impiego di E.428 "limitate" per i treni Straordinari o Internazionali. In particolare, la E.428.226 "Pirata", riverniciata con i colori "Navetta" dell'epoca e attrezzata di accoppiatore a 78 poli per il comando delle porte elettropneumautiche delle carrozze pendolari, servì i treni locali attorno al nodo di Bologna fino al 1991.

### Unità preservate

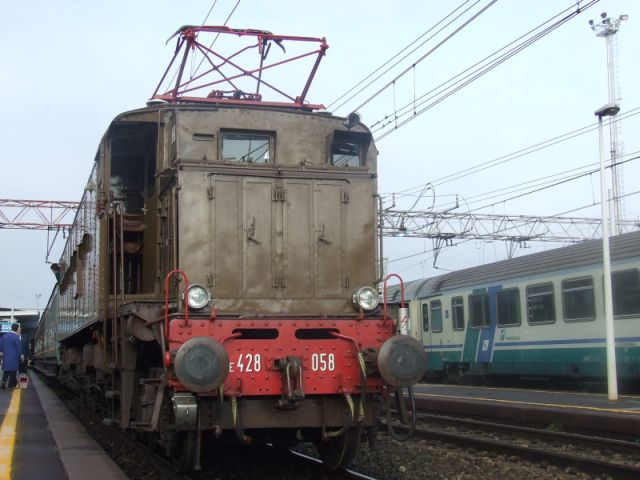
La E.428.058 dell'associazione FerAlp Team in testa ad un treno storico.

Esistono ancora quattro unità efficienti, assegnate ai treni storici e speciali, sono:
- E.428.014 (prima serie) - D.L. Pistoia
- E.428.058 (prima serie) - D.L. Bussoleno (Torino)
- E.428.202 (terza serie) - D.L. La Spezia
- E.428.226 (quarta serie) - D.L. La Spezia (ex Rimini)

Inoltre sono ancora presenti:
- E.428.131 (terza serie) conservato non in buone condizioni dal Museo Ferroviario Piemontese a Savigliano
- E.428.174 (terza serie) e 208 (quarta serie) conservati dall'Associazione Verbano Express con sede a Luino
- E.428.209 (quarta serie) conservata presso il Museo Nazionale di Pietrarsa

- L'unità 032, preservata a Verona negli anni '90; la locomotiva venne usata per fornire alcuni pezzi all'unità 202 (nel 2011, durante la rimessa in servizio) e attualmente si trova accantonata nel deposito locomotive di Verona Santa Lucia, senza i pantografi e esteticamente non in buone condizioni.
- Erano presenti:
- L'unità 033 venne inizialmente preservata e restaurata negli anni '90 come monumento ad Ancona; successivamente, nel 2013, venne demolita per le sue pessime condizioni.

## Le E.428 nei media
(Il macchinista Andrea Marcocci (Pietro Germi) parlando della E.428 nel film "Il ferroviere")

Pietro Germi e Saro Urzì interpretano il ruolo di macchinisti nel film "Il ferroviere"; in questa scena sono ripresi all'interno della cabina di guida di una E.428 "semi-aerodinamica" (Terza Serie).

Nonostante i difetti tecnici noti agli addetti ai lavori, le E.428 furono un simbolo di velocità e potenza, nell'ambito della trazione ferroviaria italiana, nel periodo compreso tra gli anni trenta e gli anni cinquanta. Il regista Pietro Germi, interpretando il ruolo del macchinista Andrea Marcocci nel suo film "Il ferroviere" del 1956, rese le E.428 popolari anche sul grande schermo. Il film, snobbato da una parte della critica cinematografica dell'epoca (oggi completamente rivalutato e considerato tra i "capolavori" dell'epoca), ebbe comunque un buon successo di pubblico, anche a livello internazionale. Nelle riprese, compaiono soprattutto E.428 semi-aerodinamiche (E.428.173 ed E.428.186).
Poco tempo dopo, Vito Zucchini, un ex-macchinista FS, si cimentò nella scrittura di un romanzo: "Uomini e Rotaie", edito nel 1965; nel quale anche le E.428 sono protagoniste. Questo romanzo, scritto in un elegante e formale italiano di vecchio stile, con abbondante uso di termini ormai non più in voga, è contraddistinto da toni melodrammatici e fa parte, similmente al film di Germi, del filone del Neorealismo (anche se all'epoca dell'edizione del libro il periodo neorealista si poteva considerare già concluso).
Più in generale, le E.428 fecero la comparsa in diversi film, anche se non in ruolo di protagoniste come ne "il ferroviere". Tra i ruoli da comparsa, spicca la partecipazione nel film Destinazione Piovarolo (1955), interpretato dal famoso Totò nel ruolo di capostazione FS: la E.428.172 è la locomotiva del treno Rapido sul quale viaggia il Ministro dei Trasporti. Un'altra E.428, di prima Serie, appare per un attimo, alla Stazione di Milano Centrale, nel film Totò, Peppino e la... malafemmina, al traino del treno con cui i due protagonisti giungono a Milano. 
Una 428 prima serie è raffigurata sulla copertina dell'album Lampo viaggiatore di Ivano Fossati (2003).
La E.428 di quarta serie è presente nel gioco Railroad Tycoon 3 come mezzo utilizzabile.
Nel film Totò Tarzan il protagonista guida una E.428 184.